# De frente al sol
De frente al sol es una telenovela mexicana producida por Carla Estrada para la cadena Televisa. Fue transmitida por El Canal de las Estrellas entre el 4 de mayo y el 11 de septiembre de 1992, original de René Muñoz contando con una duración de 95 capítulos. 
Fue protagonizada por María Sorté y Alfredo Adame, como coprotagonistas tuvo a Angélica Aragón, Itatí Cantoral, Arcelia Ramírez y Eduardo Santamarina, con las participaciones antagónicas de Anna Silvetti, José Elías Moreno, Lilia Aragón, Alejandra Maldonado, Tomás Goros y Ariel López Padilla, además de las actuaciones estelares de Eric del Castillo y Ada Carrasco.

## Argumento
Alicia Sandoval es una madre soltera que ha hecho grandes sacrificios para darle una buena educación a su hija, Carolina. La mejor amiga de Alicia es Chole, una mujer indígena que vive con su madre, Lich, una anciana muy vivaz, y con su hija, Lupita, que se avergüenza de su origen indígena y por ello menosprecia a su madre y a su abuela. Carolina y Lupita van juntas a la preparatoria, donde se hacen grandes amigas.
Alicia trabaja de locutora de Miramar, una conocida emisora de radio local de Veracruz cuyo dueño es Daniel Santana, un buen hombre viudo con una hija, Elena. Daniel admira y ama a Alicia; sin embargo, ella no solo no le corresponde, sino que además debe soportar el acoso de Eulogio, un fanático que la escucha siempre por la radio y se obsesiona con ella hasta el punto de intentar aprovecharse de ella. Por suerte, entre todos los conflictos, Alicia conoce a Eduardo Fuentes, un hombre más joven que ella con el que establece una relación amorosa. Sin embargo, Ofelia, la madre de Eduardo, se opone totalmente a la relación, y en complicidad con Sara, una enamorada de Eduardo, hará lo imposible para separarlos. 
Además de Ofelia y Sara, Alicia también tendrá que luchar contra su peor enemiga: Noemí Serrano, la dueña de la emisora de la competencia Radio Cafetal. Con la ayuda de su cómplice, Armando Morán Mariño, Noemí ocultará a todos que Alicia es dueña de la mitad de Radio Cafetal, pues Eugenio, padre de Carolina y esposo de Noemí, se la dejó en herencia antes de morir.
Alicia y Chole también deben lidiar con los problemas familiares originados con sus hijas. Pero a pesar de todas las adversidades, los problemas, las penas y los dolores, las dos mujeres aprenderán que siempre se puede volver a empezar, levantarse si es que se tropieza, y mirar, en todo momento, "de frente al sol".

## Reparto
- María Sorté - Alicia Sandoval Gatica
  - Jade Rubí - Alicia Sandoval (joven)
- Alfredo Adame - Eduardo Fuentes Villalba
- Angélica Aragón - Soledad "Chole" Buenrostro
- Lilia Aragón - Ofelia Villalba Vda. de Fuentes
- Anna Silvetti - Noemí Serrano Cossío Vda. de Menéndez
  - Susana Lozano - Noemí Serrano (joven)
- Itatí Cantoral - Guadalupe "Lupita" Buenrostro
- José Elías Moreno - Armando Morán Mariño
  - Héctor Parra - Armando Morán Mariño (joven)
- Arcelia Ramírez - Carolina Menéndez Sandoval
- Eduardo Santamarina - Luis Enrique Bermúdez
- Ada Carrasco - Lich Vda. de Buenrostro
- Tomás Goros - Eulogio Peredo
- Eric del Castillo - Daniel Santana
- Sergio Klainer - Adrián Bermúdez
  - Leonardo Daniel - Adrián Bermúdez (joven)
- Lupita Lara - Úrsula
- Mónica Miguel - Amaranta Gatica
- Miguel Córcega - Hernán
- Joel Núñez - Humberto "El Cubano"
- Sara Luz - Adela
- Ariel López Padilla - Juan Carlos Fuentes Villalba
- Alejandra Maldonado - Sara
- René Muñoz - Quijano
- Maritza Olivares - Elena Santana
- Romina Castro - Tina
- Ricardo de Loera - Zamudio
- Manuel Guízar - Guzmán
- Gloria Jordán - Mica
- Eduardo Rivera - Jacinto
- Carlos Girón  - Carlos
- Roberto Blandón - Eugenio Menéndez
- Ramiro Huerta - Cheo
- Dinorah Cavazos - Mela
- Andrés Gutiérrez - Fayo
- Sofía Tejeda - Victorina
- Rubén Trujillo - Paco
- Germán Gutiérrez - Hugo
- Mauricio Achar - Alex
- Jorge Cáceres - Ordóñez
- Jesús Hernández - Mensajero
- Evangelina Sosa  - Aurora
- Eugenio Derbez - Crispin

## Equipo de producción
- Original de - René Muñoz
- Edición literaria - María de Lourdes Zavala, Evangelina Muñoz Ledo
- Escenografía - Raúl Leal
- Ambientación - Max Arroyo
- Diseño de vestuario - Luz Adriana Llamas, Débora Liu Lay
- Edición - Antonio Trejo, Juan José Franco
- Jefe de producción - Guillermo Gutiérrez
- Coordinación de producción - Diana Aranda
- Productor asociado - Arturo Lorca
- Director de cámaras en locación - Manuel Ruiz Esparza
- Directora de escena en locación - Mónica Miguel
- Director de cámaras - Alejandro Frutos
- Director de escena - Miguel Córcega
- Productora - Carla Estrada

## Premios y reconocimientos

### Premios TVyNovelas 1993
| Categoría                 | Nominado(a)                  | Resultado |
| ------------------------- | ---------------------------- | --------- |
| Mejor telenovela          | Carla Estrada                | Ganadora  |
| Mejor actriz protagónica  | María Sorté                  | Ganadora  |
| Mejor villana             | Anna Silvetti                | Nominada  |
| Mejor villano             | José Elías Moreno            | Ganador   |
| Mejor primera actriz      | Ada Carrasco                 | Ganadora  |
| Mejor actriz joven        | Itatí Cantoral               | Nominada  |
| Mejor actor joven         | Eduardo Santamarina          | Ganador   |
| Debutante del año         | Arcelia Ramírez              | Ganadora  |
| Mejor escritor            | René Muñoz                   | Ganador   |
| Mejor dirección de escena | Miguel Córcega Mónica Miguel | Ganadores |

### Premios ACE 1993
| Categoría                  | Nominada        | Resultado |
| -------------------------- | --------------- | --------- |
| Mejor actriz               | María Sorté     | Ganadora  |
| Mejor coactuación femenina | Angélica Aragón | Ganadora  |

### Premios El Heraldo de México 1993
| Categoría                  | Nominado(a) | Resultado |
| -------------------------- | ----------- | --------- |
| Mejor actriz en televisión | María Sorté | Ganadora  |

### Premios Eres 1993
| Categoría                 | Nominado(a)     | Resultado |
| ------------------------- | --------------- | --------- |
| Mejor telenovela          | Carla Estrada   | Nominada  |
| Mejor dirección de escena | Miguel Córcega  | Nominado  |
| Mejor actriz coestelar    | Arcelia Ramírez | Nominada  |

## Secuela
- En 1993 se realizó una secuela de esta telenovela titulada Más allá del puente.